# Smicroplectrus albilineatus
Smicroplectrus albilineatus är en stekelart som först beskrevs av Walsh 1873.  Smicroplectrus albilineatus ingår i släktet Smicroplectrus och familjen brokparasitsteklar. Inga underarter finns listade i Catalogue of Life.